# 쿡 제도 주재 외국공관 목록

쿡 제도에 주재하고 있는 외국공관들.
쿡 제도
쿡 제도에 설치된 상주공관, 뉴질랜드가 이에 해당된다.
쿡 제도 비상주공관들

쿡 제도 주재 외국공관 목록은 쿡 제도에 상주하고 있는 외국 공관을 나열하는 목록이다. 쿡 제도에 대사관이 상주하는 국가는 오로지 뉴질랜드 뿐이며, 다른 비상주 공관국은 뉴질랜드 본국인 웰링턴이나 캔버라, 수바 등 다른 지역을 통해 겸임하고 있다.

## 고등판무관 사무소
아바루아
| - 뉴질랜드 |

## 비상주공관
| - 오스트레일리아 (웰링턴) - 벨기에 (캔버라) - 중국 (웰링턴) - 쿠바 (웰링턴) - 체코 (캔버라) - 피지 (수바) - 프랑스 (웰링턴) - 독일 (웰링턴) - 바티칸 시국 (웰링턴) - 인도 (수바) - 이스라엘 (웰링턴) - 이탈리아 (웰링턴) - 일본 (웰링턴) - 말레이시아 (웰링턴) - 네덜란드 (웰링턴) - 노르웨이 (캔버라) - 필리핀 (웰링턴) - 남아프리카 공화국 (캔버라) - 대한민국 (웰링턴) - 스페인 (웰링턴) - 스위스 (웰링턴) - 튀르키예 (웰링턴) |

## 명예 영사관
- 프랑스
- 독일
- 영국

## 개설 예정국
- 오스트레일리아

## 같이 보기
- 쿡 제도의 대외 관계
- 쿡 제도의 재외공관 목록